# Gène de Dieu
Le gène de Dieu est une hypothèse de recherche formulée par le généticien américain Dean Hamer, publiée dans son ouvrage The God Gene: How Faith is Hardwired into our Genes (2005), dans lequel il postule que la protéine spécifique VMAT2 du gène SLC18A2 prédisposerait les êtres humains aux expériences spirituelles ou mystiques.
Dans l'introduction à son ouvrage, Dean Hamer critique le titre de son livre qu'il juge être commercial, informant que les expériences dites « spirituelles » impliqueraient probablement plusieurs gènes liés à un contexte environnemental particulier.

## Description
L'hypothèse du gène de Dieu est basée sur des études de génétique comportementale, de neurobiologie et de psychologie[Lesquelles ?]. Ses arguments principaux sont :
1. La spiritualité peut être quantifiée par des mesures psychométriques ;
2. La tendance sous-jacente à la spiritualité est en partie héritable ;
3. Une partie de cette héritabilité peut être attribuée au gène VMAT2 ;
4. Ce gène agit en affectant les niveaux de monoamine ;
5. Les individus spirituels sont favorisés par la sélection naturelle car cela leur procure un sens inné de l'optimisme, ce qui produit des effets positifs soit au niveau physique soit au niveau psychologique.